# Wigheah
Wigheah est un ecclésiastique anglo-saxon de la fin du VIIIe siècle. Il est évêque de Londres aux alentours de 772.

## Biographie
On ne sait presque rien de Wigheah. La seule trace de son existence est son attestation d'une charte du roi Offa de Mercie datée du 15 août 772 (S 108). Dans les listes épiscopales, son nom figure après celui d'Ecgwulf, qui disparaît après 765, et avant celui d'Eadberht, qui apparaît en 781.